# マキシラリア・プルクラ
マキシラリア・プルクラ Maxillaria pulchra はラン科植物の1つ。白い5弁が目立つ花をつける。

## 特徴
元来は下向きに垂れ下がって生育する草本である。匍匐茎が伸びて長さ35cmに達する。偽球茎はその匍匐茎上に不均等な位置で出て、その形は卵形で扁平、長さは6.5cmに達し、先端からは1枚あるいは2枚の葉を出す。葉は線形で長さ35cmまで、先端に向けて徐々に細くなり、先端は尖る。
花期は現地では4月頃である。花茎は長さ4cm、花は香りがある。萼片と側花弁はいずれも白で、萼片3枚は長楕円形で長さ3.2cm、側花弁は線状長楕円形で長さ2.8cm。いずれも中央付近で反り返る。唇弁は小さくてくさび状倒卵形で長さ0.8cn、3つに分かれている。側裂片は丸くて直立し、地色は白で、橙色の横縞が入る。中裂片は半円形で地色は黄色、白い隆起線が入り、基部は橙色の毛で覆われている。

## 分布
メキシコからホンジュラスに分布する。

## 利用
洋ランとして栽培されるが、普及はしていない。